# Керошевич, Мийо
Мийо «Гуя» Керошевич (хорв. Mijo "Guja" Kerošević; 4 июня 1920, Хусино — 3 декабря 1946, Чаджявица-Средня) — югославский боснийский шахтёр и партизан Народно-освободительной войны Югославии, капитан Югославской народной армии, Народный герой Югославии.

## Биография
Родился 4 июня 1920 в деревне Хусино около Тузлы из известной шахтёрской семьи Керошевичей. По национальности хорват. В год его рождения в Хусино прогремела известная забастовка, получившая название «Хусинское восстание». В бунте участвовал отец Мийо, Франьо, и его двоюродные братья: один из них, Юро Керошевич, был осуждён за убийство жандарма и изначально приговорён к смертной казни, которая была заменена 20-летним тюремным сроком. После окончания школы Мийо стал шахтёром, трудясь на шахте Креки. Перед войной работал в Бановичах. От семьи он впервые услышал о рабочем движении, которая активно занималась его поддержкой. Незадолго до войны вступил в Союз коммунистической молодёжи Югославии.
Войну встретил в Бановичах, после капитуляции Югославии вернулся в родное село. Будучи членом Союза коммунистической молодёжи Югославии, он занимался подготовкой к вооружённому выступлению. Следуя соглашению с Тузланским областным комитетом КПЮ, группа хорватских шахтёров во главе с Петром Миляновичем и Ивом Бояничем (среди бойцов группы был и Мийо) прибыла в усташский лагерь, где раздобыла оружие, форму и боеприпасы, а потом в августе 1941 года перебежала к партизанам на свободную от оккупантов территорию в Озрене. Из этой группы шахтёров была сформирована Хусинская шахтёрская рота Озренского партизанского отряда. В числе бойцов этой роты был и шахтёр Пейо Маркович, в чью честь была исполнена песня «Горой Конюх» (серб. Коњух планином). Но Мийо Керошевич был единственным из этого отряда, дожившим до конца войны. В 1942 году был принят в Коммунистическую партию Югославии.
Мийо получил прозвище от партизан «Гуя» за свою храбрость. В конце 1942 года он вступил в 6-ю восточнобоснийскую бригаду, с октября 1943 года служил в новообразованной 18-й хорватской восточнобоснийской бригаде, командуя 3-м Хусинским батальоном. Батальон отличился в конце 1943 года во время Шестого антипартизанского наступления: Мийо несколько раз зимой переходил реку Криваю, защищая штаб 3-го боснийского корпуса. Сразался у Тешня, Фочи, Вучияка, Добоя, Кладня и Тузлы. В конце 1944 года Керошевич как искусный и проверенный солдат был переведён во внутренние войска — Корпус народной обороны Югославии, подчинявшийся югославской контрразведке ОЗНА. После войны он был переведён в ОЗНА и назначен её представителем в Тузле, а потом и референтом в Тузланском окружном отделении, воюя с несдавшимися четниками и усташами.
3 декабря 1946 в селе Чаджевица (ныне Чаджевица-Средня) в общине Биелина отряд югославской милиции в боях против четников Драго Анчича и Йоцо Зарича понёс серьёзную потерю: Мийо Керошевич был смертельно ранен в перестрелке. Он был похоронен в Хусино на мемориальном кладбище вместе с другими участниками Хусинского восстания и партизанами Хусинской роты.
5 июля 1951 Керошевич был посмертно произведён в Народные герои Югославии. Также он был награждён медалью Партизанской памяти 1941 года.